# Grant Bramwell
Grant Bramwell (Gisborne 28 januari 1961) is een Nieuw-Zeelands kanovaarder. 
Bramwell won tijdens de Olympische Zomerspelen 1984 in het Amerikaanse Los Angeles de gouden medaille op de K-4 1.000 meter.
Een jaar later in 1985 won Bramwell zijn enige medaille op de wereldkampioenschappen de bronzen medaille op de K-1 10.000 meter.

## Belangrijkste resultaten

### Olympische Zomerspelen
| Editie | Plaats      | Resultaten              |
| ------ | ----------- | ----------------------- |
| 1984   | Los Angeles | K-4 1.000m              |
| 1988   | Seoel       | halve finale K-4 1.000m |

### Wereldkampioenschappen vlakwater
| Jaar | Plaats   | Resultaten  |
| ---- | -------- | ----------- |
| 1985 | Mechelen | K-1 10.000m |

1964: Anatoli Grisjin & Vjatsjeslav Ionov & Vladimir Morozov & Nikolai Tsjoezjikov ·
1968: Steinar Amundsen & Tore Berger & Jan Johansen & Egil Søby ·
1972: Valeri Didenko & Joeri Filatov & Vladimir Morozov & Joeri Stetsenko ·
1976: Aleksandr Degtjarev & Joeri Filatov & Vladimir Morozov & Sergej Tsjoechrai ·
1980: Bernd Duvigneau & Rüdiger Helm & Harald Marg & Bernd Olbricht ·
1984: Grant Bramwell & Ian Ferguson & Paul MacDonald & Alan Thompson ·
1988: Attila Ábrahám & Ferenc Csipes & Zsolt Gyulay & Sándor Hódosi ·
1992: Mario von Appen & Oliver Kegel & Thomas Reineck & André Wohllebe ·
1996: Detlef Hofmann & Thomas Reineck & Olaf Winter & Mark Zabel ·
2000: Gábor Horváth & Zoltán Kammerer & Botond Storcz & Ákos Vereckei ·
2004: Gábor Horváth & Zoltán Kammerer & Botond Storcz & Ákos Vereckei ·
2008: Abalmasaw & Litvintsjoek & Machnew & Pjatroesjenka ·
2012: Jacob Clear & Dave Smith & Tate Smith & Murray Stewart ·
2016: Marcus Groß & Max Hoff & Tom Liebscher & Max Rendschmidt